# Associazione Calcio Femminile Pordenone Friulvini 1985
Questa voce raccoglie le informazioni riguardanti la Associazione Calcio Femminile Pordenone Friulvini nelle competizioni ufficiali della stagione 1985.

## Rosa
Rosa aggiornata all'inizio della stagione.
| N. |                       | Ruolo | Calciatrice          |
| -- | --------------------- | ----- | -------------------- |
|    | Italia (bandiera)     | D     | Silvia Bazzo         |
| 11 | Italia (bandiera)     | A     | Francesca Bordin     |
|    | Italia (bandiera)     | C     | Nicole Cerato        |
| 2  | Italia (bandiera)     | D     | Luciana Cesaratto    |
| 11 | Italia (bandiera)     | A     | Anna Lucia Cigolotti |
| 3  | Italia (bandiera)     | D     | Marina Cordenons     |
| 1  | Italia (bandiera)     | P     | Delvis Deana         |
| 5  | Italia (bandiera)     | C     | Doretta Fasan        |
|    | Jugoslavia (bandiera) |       | Kovacić              |

| N. |                   | Ruolo | Calciatrice           |
| -- | ----------------- | ----- | --------------------- |
| 9  | Italia (bandiera) | A     | Marina Marcon         |
| 12 | Italia (bandiera) | P     | Monica Marzaro        |
| 6  | Italia (bandiera) | C     | Franca Miotto         |
| 7  | Italia (bandiera) | A     | Dolores Prestifilippo |
| 4  | Italia (bandiera) | C     | Giacomina Puntel      |
| 8  | Italia (bandiera) | C     | Franca Quas           |
| 10 | Italia (bandiera) | C     | Maria Pia Toppano     |
| 6  | Italia (bandiera) | C     | Zani                  |